# Pseudonicsara wanigela
Pseudonicsara wanigela är en insektsart som beskrevs av Sigfrid Ingrisch 2009. Pseudonicsara wanigela ingår i släktet Pseudonicsara och familjen vårtbitare. Inga underarter finns listade i Catalogue of Life.